# Symbian
Symbian (МФА: [ˈsɪmbɪən ˌəʊ ˌɛs]) — операційна система для стільникових телефонів і смартфонів, розроблена консорціумом Symbian Ltd., що активно використовувалася у телефонах компанії Nokia до продажу мобільного бізнесу Microsoft.

## Історія
Систему від початку розробляв консорціум Symbian Ltd. Консорціум було засновано у червні 1998 року компаніями Psion, Nokia, Ericsson та Motorola. Пізніше до консорціуму приєдналися компанії Sony-Ericsson, Siemens, Panasonic, Fujitsu, Samsung, Sony та Sanyo. У 2008 сформовано некомерційну організацію Symbian Foundation, яка продовжила розробку операційної системи. З осені 2010 розробкою Symbian займається компанія Nokia, в той час як Symbian Foundation опікується лише юридичними питаннями, зокрема ліцензуванням платформи.
Symbian OS є спадкоємцем операційної системи EPOC32, котра була розроблена компанією Psion для своїх кишенькових комп'ютерів. У 1998—2000 роках значну частину системи було переписано з метою оптимізації коду для подальшої роботи на пристроях з обмеженими ресурсами. Розробникам вдалося досягти значної економії пам'яті, покращення кешування коду та, як наслідок, прискорення роботи програм, при знижених вимогах до енерговитрат. З точки зору розробки, виключною особливістю системи є повністю об'єктно-орієнтована архітектура (на рівні API). Починаючи з версій системи 9.х з'явився серйозний механізм захисту — розмежування API відповідно до прав (англ. capabilities) застосунків. Основна мова розробки застосунків — С++, є підтримка Java.
На 2010 рік найбільш розповсюдженою (за кількістю пристроїв) версією була Symbian OS Series 60 2nd Edition[джерело?]. У 2005 році вийшла Symbian OS Series 60 3rd Edition, що призвело до порушення зворотної сумісності з програмами, розробленими для попередніх версій.

### Хронологія
- У 1998 компаніями Ericsson, Nokia, Motorola та Psion була заснована компанія Symbian Ltd.;
- У 1999 компанією Psion випущена операційна система EPOC Release 5, що отримала іншу назву Symbian OS v5. Вона використовувалась в комп'ютерах Psion Series 5mx, Psion Series 7, Psion Revo, Psion Netbook, netPad, Ericsson MC218;
- У 2000 з'явилась операційна система EPOC 5u (Symbian OS v5.1, u = Unicode). Першим смартфоном з її використанням став Ericsson R380;
- Symbian OS v6.0 та v6.1 (іноді називають ER6). Перший повноцінний Symbian-смартфон Nokia 9210, працював саме на Symbian OS v6.0;
- У 2003 розробники випустили Symbian OS v7.0 та v7.0s. Ця система підтримувала платформи UIQ (Sony Ericsson P800, P900, P910, Motorola A925, A1000), Series 80 (Nokia 9300, 9500), Series 60 (Nokia 6600), а також FOMA;
- У жовтні 2003 компанія Motorola вийшла з консорціуму, та продала свою частку компаніям Nokia та Psion;
- У 2004 компанія Psion продала свою частку в Symbian;
- У тому ж 2004 з'явився перший вірус для операційної системи Symbian — Комп'ютерний хробак Cabir, що вмів самостійно розсилати себе через Bluetooth;
- Symbian OS v8.0 з'явилась у 2004, особливістю якої була можливість вибору між двома різними ядрами (EKA1 чи EKA2). EKA2 не використовується аж до виходу SymbianOS v8.1b;
- Symbian OS v8.1 — поліпшена версія 8.0 з підтримкою ядер EKA1 та EKA2;
- У 2004 вийшла Symbian OS v9.0. З цією версією зупинилось використання ядра EKA1. Однак перші телефони, що використовували нову операційну систему, з'явилась на ринку лиш на початку 2006 року;
- На початку 2005 з'явилась Symbian OS v9.1;
- У першому кварталі 2006 з'явилась Symbian OS v9.2 з підтримкою Bluetooth 2.0 та OMA Device Management 1.2;
- 12 липня 2006 — офіційна дата виходу наступної версії Symbian OS v9.3. Відрізняється підтримкою HSDPA та в'єтнамської мови;
- 16 листопада 2006 був проданий 100 мільйонний смартфон під керуванням Symbian OS;
- Symbian OS v9.4 з'явилась у березні 2007 року. З нововведень слід відзначити зниження енергоспоживання на 20-30 %, зменшення до 75 % часу запуску застосунків, покращену підтримку VoIP, а також підтримку цифрового телебачення (DVB-H, ISDB-T);
- 24 червня 2008 — до 10-річчя Symbian Ltd. було анонсоване створення нової, вільної Symbian;
- 2 грудня 2008 — Nokia повідомила про завершення придбання акцій Symbian Ltd. Співробітники Symbian Ltd. стали співробітниками Nokia з 1 лютого 2009 року;
- У 2009 році співробітниками організації S60 On Symbian Customer Operations ОС Symbian була портована з платформи S60 на x86-процесори. Як тестовий ПК була використана система на базі Intel Atom;
- 4 лютого 2010 Symbian Foundation оголосила, що ОС Symbian стає повністю відкритою (Open Source) і безкоштовною (Freeware);
- 27 квітня 2010 Nokia офіційно представила свій смартфон Nokia N8, який працює на новій операційній системі Symbian³. Також було оголошено, що Nokia N8 стане останнім апаратом N-серії, який працює на Symbian[5];
- Наприкінці 2012 року закрився вебсайт «symbian.nokia.com».
- 1 січня 2013 року з'явились чутки, що Nokia працює над додатковими оновленнями для смартфонів першого покоління на базі Symbian³ під версією № 111.050.0003
- 24 січня 2013 року офіційне заявлення Nokia: «Пристрій, котрий показав наші можливості візуалізації і що вийшло на ринок в середина 2012 року, було останнім пристроєм Nokia на Symbian». Операційна система Symbian переведена в режим підтримки. Nokia 808 PureView став останнім смартфоном під управлінням операційної системи Symbian.
- 4 лютого 2013 року смартфони Nokia на базі операційної системи Belle FP2 отримали оновлення програмного забезпечення, котре включає в собі оновлення для обміну зображеннями, публікацію фото в Twitter, покращення сумісності і оновлення Colorizit.

### Symbian Foundation
Фонд розробників Symbian Foundation був сформований 2008 року компаніями Nokia, AT&T, LG Electronics, Samsung Electronics, STMicroelectronics, Texas Instruments і Vodafone. Члени організації розраховують, що відкриття кодів Symbian OS дозволить підняти популярність програмної платформи серед виробників мобільних пристроїв і привернути до створення ОС нових розробників.
Першим відкритим компонентом Symbian OS, випущеним під ліцензією Eclipse Public Licence (EPL), став пакет безпеки ОС (OS Security Package). В жовтні 2009 Symbian Foundation повідомила про відкриття початкових кодів ключового компоненту операційної системи Symbian OS — мікроядра EKA2.
Ініціатива відкриття Symbian була запущена в червні 2008 року, коли Nokia оголосила, що викупить частину коду в інших вендорів і переведе управління платформою під егіду некомерційного об'єднання Symbian Foundation. В лютому 2010 код операційної системи було відкрито. Вихідний код Symbian буде проходити за умовами Eclipse Public License (EPL), але код, що надходить від компаній, може відноситися до інших ліцензій. EPL не передбачає надання спільноті того коду, який був створений поверх основного, відкритого всім, хоча організація і рекомендує це робити.
Код Symbian³, включаючи програми, проміжний шар і ядро, можна було завантажити з сайту Symbian Foundation. На момент відкриття були відкриті 108 пакетів, що охопили 40 млн рядків коду. Надано й інструменти розробки — Symbian Developer Kit і Product Development Kit.
Symbian допомогла Nokia зайняти значну частку ринку телефонів і смартфонів. Проте з появою нових гравців на ринку, таких як BlackBerry OS, Apple iPhoneOS/iOS та Google Android системі від Nokia було важко відповісти на нові виклики, і Nokia стала відчувати поступове, але виразне сповільнення продажів продукції компанії. У 4 кварталі 2010 року смартфони Symbian виробництва Nokia поступилися Android за часткою ринку, хоча з урахуванням інших виробників пристроїв, Symbian все ще посідає перше місце. Станом на 2010 рік Symbian-телефони, яких всього налічується більше 330 млн, випускають Nokia, Samsung, Sony Ericsson, Fujitsu і Sharp.
Восени 2010 компанія Nokia ухвалила рішення про зміну стратегії розробки відкритої мобільної платформи Symbian, відповідно до якої Nokia візьме на себе розвиток і розробку платформи. Штат Symbian Foundation був серйозно скорочений, а діяльність звелася до вирішення питань, пов'язаних з ліцензуванням програмного забезпечення і розпорядженням інтелектуальною власністю, такою як торгова марка Symbian. Оголошено про закриття сайту фонду Symbian.org. Оскільки заснування незалежного фонду не виправдало себе, Nokia вирішила надати власні ресурси для розробки Symbian і продовжити постачання і створення нових моделей телефонів на базі цієї платформи. Основний фокус у розробці Symbian зосереджений на розвитку відкритої кодової бази й використанні Qt як основного фреймворку для створення мобільних застосунків.
Наприкінці березня 2011 р. Nokia змінила умови доступу до коду Symbian, за якими його можуть отримати лише партнери Nokia. Нова ліцензія Nokia Symbian License 1.0, за якою тепер розповсюджується код Symbian, містить обмеження, згідно з якими операційна система є пропрієтарним програмним забезпеченням.

## Платформи
Смартфони під управлінням операційної системи Symbian мають різні інтерфейси користувача, що також виступають у ролі програмних платформ. Їх перелік:
- Nokia Belle (попередня версія називалася Symbian Anna, до цього — Symbian³). Є результатом об'єднання S60, UIQ та MOAP(S). Зворотно сумісна з S60. Запланована підтримка до 2016 р.;
- Symbian² — наступник платформи MOAP(S);
- Symbian¹, також відома як S60 (попередня назва — Series 60, кодова назва — Pearl). Вже випущені моделі пристроїв на цій платформі досі продаються та підтримуються, хоча для нових пристроїв використовується Nokia Belle;
- MOAP(S). У 2010 році платформа замінена на Symbian²;
- UIQ, кодова назва — Quartz. Підтримка платформи припинена у 2009 році;
- Series 80, кодова назва — Crystal. Підтримка платформи припинена у 2007 році;
- Series 90, кодова назва — Hildon. Підтримка платформи припинена у 2006 році.

Назви Symbian², Symbian³ та Symbian Anna паралельно були назвами самої операційної системи. У грудні 2011 року компанія Nokia ухвалила рішення про повторне розділення, за яким для операційної системи й надалі буде використовуватися назва Symbian, а для позначення інтерфейсу використано бренд Nokia.

## Статистика
Порівняння смартфонів з різними операційними системами. Лютий 2010:
| Платформа                  | 4 кв. 2009 | 4 кв. 2008 | 4 кв. 2007 | 3 кв. 2006 | 3 кв. 2005 |
| -------------------------- | ---------- | ---------- | ---------- | ---------- | ---------- |
| Symbian                    | 47,2 %     | 52,4 %     | 62,3 %     | 72,8 %     | 59,7 %     |
| RIM (BlackBerry)           | 20,8 %     | 16,5 %     | 10,9 %     | 2,8 %      | 1,5 %      |
| Apple (iOS)                | 15,1 %     | 9,6 %      | 5,2 %      | ―          | ―          |
| Microsoft (Windows Mobile) | 8,8 %      | 13,9 %     | 11,9 %     | 5,6 %      | 2,2 %      |
| Google (Android)           | 4,7 %      | 0,5 %      | ―          | ―          | ―          |
| Інші (Linux, PalmOS)       | 3,4 %      | 7,2 %      | 9,6 %      | 18,8 %     | 36,6 %     |

За даними Gartner, станом на 4 квартал 2010 року Symbian має найбільшу частку ринку смартфонів (32,6 %) та займає друге місце після Android за кількістю проданих пристроїв (32,6 млн).

## Безпека

### Система підтверджень дій
Однією з особливостей Symbian є система підтверження надання дозволів на виконання дій вбудованими та встановлюваними програмами — операційна система показує щоразу діалог з можливістю підтвердження або відхилення запиту на виконання тієї чи іншої операції з наступними опціями:
- Відхилити запит
- Дозволити цього разу
- Дозволяти завжди

У Android та iOS подібна система була впроваджена значно пізніше і лише частково, зокрема через політику "презумпції безпеки" відносно системних програм та служб Apple і Google та сторонніх програм, які постачаються централізовано через Apple Store та Google Play. Як приклад, більшість додатків в Android мають доступ до мережі за умовчанням і виконють з'єднання та передають дані без додаткових запитів підтвердження зі сторони користувача, а також без можливості блокування з'єднання окремих програм стандартними засобами операційної системи.

### Система сертифікатів безпеки
З розвитком операційної системи Symbian, з'явилась необхідність створення сертифікатів безпеки.
Операційна система Symbian на базі платформи S60 3rd Edition (Symbian 9.x) сильно обмежує можливість звернення програми до різних функцій API (системні функції операційної системи та смартфона), що, на думку розробників[джерело?], можуть мати критичне значення для роботоздатності всієї системи.
Існує чотири типи сертифікатів для Symbian OS:
- Symbian Signed — сертифікат видається розробнику після повного тестування та підпису компанією Symbian та програму підписану цим сертифікатом можна встановити на будь-який мобільний пристрій. Якщо продукт є комерційним, то компанія розробник оплачує отримання даного сертифікату, для не комерційних продуктів — сертифікат видається безкоштовно;
- Phone Manufactured DevCert — найповніший сертифікат, що забезпечує доступ до всіх API функцій, даний сертифікат доступний тільки виробникам мобільних пристроїв;
- Developer Certificate (Basic DevCert) — сертифікат розробника, що призначений для тестування програм на конкретному апараті перед відправленням на підпис у компанію Symbian. Для установки та функціонування програм достатньо мати даний вид сертифікату, він дає можливість встановити підписану програму на смартфон з одним номером IMEI та отримати доступ до більшої кількості функцій API.
- Self-Signed — сертифікат з обмеженим доступом до API, доступно приблизно 60 % базових функцій;

Через певний час розробники змінили систему підпису сертифікатів: замість DevCert та SymbianSigned з'явилися три види підпису:
- Open Signed (відкритий — замість DevCert), Express Signed, Certified Signed (аналог SymbianSigned, тільки з чотирма додатковими можливостями: CommDD, MultimediaDD, NetworkControl, DiskAdmin). Основні зміни: Open Signed, на відміну від DevCert (без Publisher ID) буде розповсюджуватись безкоштовно на 3 роки. Але тепер програму можна буде підписати тільки он-лайн на спеціальному порталі;
- Express Signed — це нововведення, що дає доступ до всіх можливостей, що раніше давав Symbian Singed. Потребує Publisher ID;
- Certified Signed — також потрібен Publisher ID, аккаунт на Symbian Signed з дійсною електронною поштою, щорічний внесок (Publisher ID). Дає доступ до всіх можливостей, окрім: DRM, AllFiles, TCB (потрібно дозвіл виробника телефону).

### Віруси
Для Symbian було створено кілька комп'ютерних вірусів різного типу, що могли самопоширюватися різними каналами зв'язку (SMS, MMS, Bluetooth). Серед них найвідомішим став комп'ютерний хробак Cabir, який насправді був піддослідним вірусом для лабораторних досліджень розробниками антивірусів і не поширювався поза експертним середовищем.
Для попередження та протидії вірусним загрозам для смартфонів Symbian випускалися мобільні версії антивірусних програм від Dr.Web, ESET, Kaspersky, Panda Security, Symantec та інших.
З відомих вірусів для Symbian жоден не наніс значної шкоди даним користувачів і не міг заподіяти шкоди безпосередньо операційній системі смартфону. Зрештою, необхідність у антивірусах для Symbian багато експертів розглядали більше як хайп, а вірусну загрозу для Symbian занадто переоціненою.

### Хакінг
Для обходу системи сертифікатів було винайдено кілька методів хакінгу (англ. Hacking, досл. «злам») Symbian-смартфонів, подібно до рутингу на Android чи Jailbreak на iOS. Деякі з методів використовують особливість роботи "зони карантину" мобільних антивірусів.
Для розширеного керування дозволами EXE та DLL файлів Symbian програм використовується програма MoreCaps.
Для зміни опцій та модифікації прошивки використовуються RomPatcher та RomPatcherPlus (RomPacher+, форк RomPatcher).
Для управління і модифікації сертифікатів SIS/SISX файлів програм використовується утиліта SignSIS.

## Розробка програм

### C/C++
Для створення програм для Symbian використовують мову Symbian C++, що є сумішшу Object-C та C++. Офіційне IDE — Carbide.c++. Для полегшення написання і портування програм на мові C було створено набір програмних бібліотек P.I.P.S., який в подальшому було трансформовано та замінено на Open C та Open C++.
Портовано програмні бібліотеки графічного інтерфесу Qt, FLTK та SDL, які дозволяють розробляти і портувати крос-платформенне програмне забезпечення.

### HTML/JavaScript
Вбудований Nokia Web Runtime (WRT) та Opera Widgets Manager для створення та запуску вебзастосунків.

### Java
Symbian містить вбудовану віртуальну машину Java для запуску програм J2ME.

### Python
Nokia портувала на Symbian інтерпритатор Python у вигляді PyS60, з допомогою якого можна було як запускати програми написані на мові Python, так і створювати нові програми безпосередньо на смартфоні без використання комп'ютера. Користувачами створено мобільні IDE (Ped, Kaapython, Two Towers) та допоміжні утиліти для написання, оформлення, компіляції та пакування готового застосунку у пакет SIS/SISX.
PyS60 постачався з набором модулів, в тому числі і написаних на C/C++, які надавали зокрема і доступ до більшості системних API. Додаткові модулі створювалися користувачами.

### Adobe Flash
Вбудований порт Adobe Flash Player (Adobe Flash Lite) надає можливість запуску аплетів і відтворення анімацій у форматі SWF.

### BASIC
Інтерпритатор OPL з BASIC-подібною мовою.

### C#/Visual Basic
Портовано .NET Compact Framework (Net60), Microsoft Silverlight та NS Basic.
Можливість кроскомпіляції програм написаних Visiual Basic, Visual Basic .NET та C# для Symbian з допомогою AppForge.

### Pascal
Створено мобільну IDE mShell для написання програм на мові m (Pascal-подібна мова програмування).
Незавершений порт Free Pascal.

### Perl
Незавершена реалізація інтерпритатора Perl.

### PHP
Портовано Apache HTTP Server з модулями PHP та MySQL — PAMP.

### Ruby
Незавершена реалізацію інтепритатора Ruby, а також фреймворк Rhodes.

### Rust
Незавершений порт Rust.

### Tcl
Незавершений порт eTcl.

### Макрокоманди
Створено інтерпритатор макросів AutoMacro. Підтримка створення макросів у програмі Best Menu.

## Емуляція

### N-Gage
Ігрова платформа N-Gage являла собою програмну оболонку для запуску ліцензованих компютерних ігор, офіційно портованих з інших платформ, в ізольованому середовищі на різних смартфонах Nokia (подібно до Steam).

### Емуляція інших платформ
Створено та портовано велику кількість емуляторів різних платформ та ігрових консолей (DOSBox, StyleTap, TIC-80, Sega, NES, MAME, PlayStation, ScummVM), для створення більшості з яких використано порти програмних бібілотек SDL та P.I.P.S., а також Lua для підтримки скриптів.

### Емулятор терміналу
Для Symbian створено вільний емулятор терміналу — fshell.

### Емулятори Symbian
Nokia випускала для кожної версі Symbian власний PDK (Product Development Kit), який дозволяв емулювати смартфони під управлінням Symbian OS.
Спільнотою фанатів Symbian та N-Gage створено та розробляється вільний емулятор — EKA2L1, який може використовувати власноруч створені дампи системи власних смартфонів користувачів.